# ルーク・マカリスター
ルーク・マカリスター（Luke McAlister、1983年8月28日 - ）は、ニュージーランド・ワイタラ出身のラグビー選手。

## プロフィール
- ポジションはスタンドオフ(SO)、センター(CTB)。
- 身長 180cm、体重 94kg
- 妹のケイラもラグビー選手[2]。
- ニュージーランド代表キャップは30（2020年9月現在）でラグビーワールドカップ2007のニュージーランド代表に選ばれた[3]。
- バーバリアンズに選ばれたことがある。

## 来歴
ノース・ハーバー、ブルーズ、セール・シャークス、トゥールーズ、RCトゥーロン、ASMクレルモンを経て、2019年、清水建設ブルーシャークスに加入。同年11月17日にジャパンラグビートップチャレンジリーグ第1節近鉄ライナーズ戦に途中出場で日本での公式戦初出場を果たす。
2021年、清水建設ブルーシャークスを退団した。